# Baantjer: De Cock en de wraak zonder einde
Baantjer: De Cock en de wraak zonder einde is een Nederlandse televisiefilm uit 1999, geregisseerd door Alain de Levita en geschreven door Simon de Waal en Gerrit Mollema.
De film is bij wijze van spreken een lange aflevering van de bekende detectiveserie Baantjer, met wat meer actie, gefilmd in 16:9 breedbeeld en in Dolby Digital 5.1 surround sound. Hij werd gemaakt om het tienjarig bestaan van de Nederlandse commerciële televisiezender RTL 4 (de zender die Baantjer uitzendt) te vieren. Aan het einde van deze film is er een eerbetoon aan acteur Freek van Muiswinkel, die hier nog wel de rol van Jochems speelt, maar kort voor de première overleed aan een ongeneeslijke ziekte.
De film zit als bonus bij de dvd van Seizoen 11 van Baantjer.

## Verhaal
Peter de Beer, een oud-collega van rechercheur Jurriaan de Cock, wordt vermoord met een mes dat schouwarts Ennaeus den Koninghe identificeert als een 'kartelmes zonder kartels'. De moordenaar viel hem van achteren aan toen hij met zijn 11-jarige dochter Michelle in de auto reed. De moordenaar is ontsnapt. Michelle overleeft het ongeluk zonder ernstige verwondingen.
Michelle is kroongetuige van de moord, en De Cock moet haar beschermen als de moordenaar haar bedreigt. Er vallen meer doden, en De Cock verdenkt een groep oud-Indiëgangers die hem ooit al eens hebben verhinderd een zaak op te lossen.

## Rolverdeling
| Acteur                    | Personage                     | Opmerkingen                |
| ------------------------- | ----------------------------- | -------------------------- |
| Hoofdrollen               |                               |                            |
| Piet Römer                | Jurriaan 'Jurre' de Cock      | Chef recherche/rechercheur |
| Victor Reinier            | Dick Vledder                  | Rechercheur                |
| Marian Mudder             | Vera Prins                    | Rechercheur                |
| Martin Schwab             | Albert 'Ab' Keizer            | Rechercheur                |
| Serge-Henri Valcke        | Commissaris Corneel Buitendam | Commissaris                |
| Hans Karsenbarg           | Dr. Ennaeus den Koninghe      | Lijkschouwer               |
| Bijrollen                 |                               |                            |
| Ab Abspoel                | Lowietje                      | Cafébaas                   |
| Freek van Muiswinkel      | Wachtcommandant Thijs Jochems | Brigadier                  |
| Nienke Sikkema            | Mevrouw De Cock               | Vrouw De Cock              |
| Pierre Bokma              | Erwin Raven                   | Drievoudig moordenaar      |
| Carolien Spoor            | Michelle de Beer              | Dochtertje Peter de Beer   |
| Marjolein Keuning         | Renée Goes                    | Journaliste                |
| Johnny Kraaykamp sr.      | Henk Donk                     | Oud-militair               |
| Jacques Commandeur        | Bart van Baaijen              | Oud-militair               |
| Peter Faber               | Donald Heerooms               | buurman                    |
| Hans Veerman              | Johan Zondervan               | Oud-militair               |
| Merel Laseur              | Mevrouw Hoogstraten           | Vrouw                      |
| Johann Glaubitz           | Mijnheer Duyvis               |                            |
| Ingeborg Uyt den Boogaard | Mevrouw Donk                  | Vrouw Henk Donk            |
| Lianne Zandstra           | Verpleegster van G.M. Zelig   | Verpleegster               |
| Chaim Levano              | Auditeur Militair G.M. Zelig  | Auditeur                   |
| Dennis de Getrouwe        | Johnnie Schaap                | Postbode                   |
| Marcel Taminiau           | Peter de Beer                 | Voormalig rechercheur      |